# Azagaia (cantor)
Edson da Luz (Namaacha, 6 de maio de 1984 – 9 de março de 2023), mais conhecido pelo nome artístico Azagaia, foi um cantor de hip-hop moçambicano, conhecido pela sua música de intervenção social.

## Biografia
Azagaia (nome tirado de uma espécie de lança curta) nasceu em 6 de maio de 1984 na Namaacha, localidade da província de Maputo, perto da fronteira de Moçambique com o Essuatíni. É filho de uma comerciante moçambicana e de um professor cabo-verdiano. Aos 10 anos de idade foi morar para a capital, Maputo, onde viria a concluir o ensino médio e ingressou na universidade, tendo passado pelas camadas de formação de basquetebol do Desportivo de Maputo.
Iniciou a carreira musical com 13 anos, integrando o grupo Dinastia Bantu, com MC Escudo, onde chegaria a lançar, em 2005, o álbum Siavuma.
Em 10 de Novembro de 2007 Azagaia editou o seu primeiro álbum a solo, Babalaze (que significa "ressaca" na língua changana),  pela editora Cotonete Records. O lançamento tornou-se um recorde de vendas no dia de estreia. A álbum contou com as participações de Terry, em "Eu Não Paro" e de Valete em "Alternativos" Este trabalho contém um tom crítico contra o governo moçambicano, o que terá levado a que algumas faixas não fossem transmitidas pelos canais públicos. Pela polémica destacou-se o tema "As Mentiras da Verdade”. Também se destacou a música "A Marcha", que bateu recordes de vendas.
Fazendo a sua retrospetiva dos principais acontecimentos em Moçambique, Azagaia lançou "Obrigado Pai Natal", em 2007, e "Obrigado de Novo Pai Natal", em 2008.
Depois da revolta popular de 05 de Fevereiro de 2008, em Maputo, Azagaia apresentou o tema "Povo no Poder", que lhe valeu uma intimação para se apresentar na Procuradoria-Geral da República, suspeito de "atentar contra a segurança do Estado". A música voltaria a ser lembrada na revolta popular de 1 e 2 de setembro de 2010.
Em 2009, lançou o tema "Combatentes da Fortuna", que dizia ser inspirado na crise do Zimbábue e que, apesar de ter sido censurado, foi dado como o videoclipe mais visto da história do rap moçambicano.
No ano de 2010 lançou a música "Arriiii", versando sobre um escândalo de tráfico de drogas em Moçambique, casos de fuga ao fisco e assassinatos.
Em 2011 Azagaia foi preso, na companhia do seu produtor Miguel Sherba, por ter sido encontrado na sua posse um cigarro de soruma (4 gramas).
Após uma produção de três anos, Azagaia lançou em 2013 o segundo álbum de originais, Cubaliwa (significa "nascimento", em língua sena) pela editora Kongoloti Records. O lançamento ocorreu a 9 de novembro, na Associação de Escritores Moçambicanos, em Maputo, contando-se entre os temas destacados o single "Homem Bomba" ou o tema de apresentação lançado em outubro  "ABC do Preconceito". Como convidados neste álbum encontram-se nomes como Stewart Sukuma, Dama do Bling, a Banda Likuti, Ras Haitrm, Júlia Duarte ou o rapper angolano MCK. O álbum chegou a ter o nome de "Aza-leaks" em 2011, por alturas da apresentação do tema "A Minha Geração".
Cubaliwa deu origem a uma digressão denominada Bem-vindos ao Cubaliwa em que Azagaia se apresentou com a banda Os Cortadores de Lenha.
O consumo de estupefacientes voltou a surgir em junho 2014 quando, numa entrevista ao programa Atracções da TV Miramar em que confirmou que tinha sido detido novamente por posse de droga e justificando que o seu consumo da canábis se devia a suposta recomendação médica, dado padecer de epilepsia, Azagaia preparou em directo e acendeu o que o próprio disse ser suruma.
Poucos dias depois, num texto apresentado no Facebook em 15 de junho de 2014, Azagaia anunciou que, por temor pela sua vida, abandonaria a carreira musical e passaria a viver na Namaacha, sua terra natal.
Algumas semanas depois, Azagaia revelou que estava com um tumor cerebral e iniciou uma campanha de arrecadação de fundos pela Internet. O projeto “Help Azagaia” serviria para reunir mais de 790 mil meticais (o equivalente a aproximadamente 20 mil euros) para custear a cirurgia de retirada do tumor, realizada na Índia a 18 de outubro.
Após ano e meio de afastamento dos palcos, Azagaia voltou a atuar, apresentando-se num concerto na discoteca Coconuts em Maputo, em maio de 2016.

## Morte
Segundo fontes familiares, Azagaia morreu de epilepsia no dia 9 de março de 2023, ao final da tarde, quando se encontrava a repousar na sua residência. 
Inicialmente, surgiram especulações sobre a causa da sua morte. A mais divulgada era que ele teria caído do teto da sua casa enquanto fazia trabalhos domésticos, mas muitos não acreditavam nessa versão. Mais tarde, foi confirmado que a causa da morte foi uma crise de epilepsia que o afetou enquanto estava sozinho em seu quarto, sem receber ajuda a tempo. Quando ele foi encontrado, já era tarde demais.
Azagaia sofria de crises epilépticas há anos. E teve várias quedas. Por isso mesmo, o rapper decidiu fazer um exame e ficou a saber que sofria de um tumor no cérebro. 

## Legado e lembrança
Milhares de pessoas saíram às ruas de Maputo para acompanhar o cortejo fúnebre do músico moçambicano Azagaia, e alguns até pediram uma “estátua” para o artista, considerado o “rapper do povo em Moçambique”. 
O funeral foi precedido de velório no Conselho Municipal da Cidade de Maputo, onde milhares de pessoas, principalmente jovens, se reuniram para enaltecer o legado de Azagaia.
A procissão deslocou-se da Praça da Independência até ao cemitério Michafutene, a 25 quilómetros do centro da cidade, onde Azagaia foi sepultado. A Ministra da Cultura moçambicana, Eldevina Materula, elogiou o legado de Azagaia no seu discurso no Conselho Municipal de Maputo, dizendo que deixou para trás a preservação das artes e da cultura como factores de coesão social respeitando a diversidade cultural e criativa de Moçambique.

### Como a Morte de Azagaia Desencadeou Protestos Liderados Por Jovens Em Moçambique
A morte de Azagaia, gerou protestos de muitos jovens contra os problemas do país, e contra o Estado moçambicano e o partido no poder a FRELIMO.
Ainda em vida, o governo tratou Azagaia com hostilidade. A mídia estatal censurou suas canções e o Ministério Público o acusou de incitar a violência. Após sua morte, organizações juvenis anunciaram vigílias e marchas fúnebres.
Essas procissões pacíficas mais tarde se transformaram em violência em quatro áreas metropolitanas. Os manifestantes exigiam "resistência" e "poder popular", além de slogans de protesto contra o governo e as forças de segurança. A polícia respondeu com violência, disparando gás lacrimogéneo contra os manifestantes para dispersar a multidão.
Pelo menos 19 pessoas ficaram feridas só em Maputo, duas delas gravemente. A polícia também espancou um homem desarmado caído no chão antes de arrastá-lo para dentro de um veículo.
O governo teme perder o controle e o movimento de protesto guiado pelas musicas do Azagaia tem potencial para uma revolução. 

## Discografia

### Dinastia Bantu
| Ano  | Titulo! Editora |  |
| ---- | --------------- |  |
| 2005 | Siavuma         |  |

### Solo
| Ano  | Titulo   | Editora           |
| ---- | -------- | ----------------- |
| 2007 | Babalaze | Cotonete Records  |
| 2013 | Cubaliwa | Kongoloti Records |
| 2019 | Só dever | Kongoloti Records |

### Singles
| Ano  | Titulo                               | Álbum |
| ---- | ------------------------------------ | ----- |
| 2013 | "MIR (Música de Intervenção Rápida)" | N. A. |
| 2014 | "Declaração De Paz (Vampiros)"       | N. A. |
| 2016 | "Minha Mesa"                         | N. A. |

### Participações e Colaborações
| Ano  | Definição  | Titulo                                    | Temas                             | Editora          | Detalhes                |
| ---- | ---------- | ----------------------------------------- | --------------------------------- | ---------------- | ----------------------- |
| 2006 | Colectânea | Mais Hip-Hop no Teu Ouvido                | "To Maluco" e "Sinfonia de Rua"   | Cotonete Records | Venda física            |
| 2009 | Colectânea | GPro Mixtape                              | "Chave de Ouro" (Dinastia Bantu)  | N. A.            | Download digital grátis |
| 2009 | Álbum      | As Últimas Palavras de Y-Not              | "Um Covarde Vivo, Um Herói Morto" | N. A.            | Venda física            |
| 2014 | Álbum      | A Moral e a História de Drifa e Fechadura | "Um Cão para Meu Quintal"         | N. A.            | Venda física            |